# Malechowo
Malechowo è un comune rurale polacco del distretto di Sławno, nel voivodato della Pomerania Occidentale.
Ricopre una superficie di 226,63 km² e nel 2007 contava 6 521 abitanti.